# 麥克米蘭CS5狙擊步槍
麥克米蘭CS5（英語：McMillan Firearms Manufacturing CS5；CS5，全寫：Concealable Subsonic/Supersonic Suppressed Sniper System，意為：隱蔽性亞音速或超音速消聲狙擊手系統）是一款由美国槍械製造商麥克米蘭槍械製造公司所研製並於2012年推出的緊湊型可分解式戰術手動槍機操作式狙擊步槍，發射.308 Winchester（7.62×51毫米北约）口徑步枪子彈。
該槍具有粗壯型和標準型兩種配置可供選擇。無論是亞音速或超音速彈藥，這兩個版本在選擇適當的彈藥時都具有次角分的精度。

## 設計細節
麥克米蘭CS5粗壯型狙擊步槍的外觀就像一枝卡賓槍，因為其全槍長只有826毫米（32.52英吋），相當於一枝展開槍托的標準型M4卡賓槍的長度，加裝專用消聲器以後全槍長也只有962毫米（37.87英吋）。
而CS5標準型狙擊步槍的槍管長為469.9毫米（18.5英吋），全槍長也相應地加長到977.9毫米（38.5英吋），加裝消聲器後全長為1,016毫米（40英吋），而且全槍質量也增大到5.26公斤（11.6磅）。雖然武器變大、變長和變重，但射程相應地進一步增大。
麥克米蘭CS5發射.308 Winchester或其軍用型7.62×51毫米北约口徑步枪子彈，彈匣容彈量可在10 發與20 發之間選擇。
麥克米蘭CS5粗壯型狙擊步槍可滿足特警或反恐狙擊手近距離作戰使用，而CS5標準型狙擊步槍則適用於狙擊距離一般在500公尺的特種部隊和軍事承包商等特殊用戶。

### 機匣組件
麥克米蘭CS5採用了非常堅固的钢製黑色機匣。手槍握把既可以直接採用M4卡賓槍的握把，也可以換裝帶有手指凹槽的握把。彈匣可以直接採用SR-25狙擊步槍／M110半自動狙擊手系統模式的20發鋁合金彈匣（亦可以採用馬格普為SR-25／M110生產的20發聚合物彈匣），以提高其通用性。銀白色的彈匣卡筍的位置與M4卡賓槍類似，射手操作起來十分便利。
手動槍機組件採用麥克米蘭Tubb 2000槍機（又稱為T2K槍機），該槍機的結構結合了轉拴式槍栓，可使操作因變得“省力”而相當快。拉機柄的外形比較獨特，直形拉機柄頭部設有塑料帽，塑料帽上加工有一圈防滑紋，射手手指操作拉機柄時，可以很準確地握住拉機柄。
機匣後部設有一個圓柱形手動保險按鈕，操作方法如同按鍵式開關一樣，第一次按壓為保險狀態，第二次按壓解除保險狀態。保險狀態時可鎖定扳機使之無法被扣動。保險的位置設置非常方便，用握握把之手的拇指即可操作。

### 槍管
精密製造的比賽等級自由浮動式槍管是由不鏽鋼所製造而成。
槍口帶有的螺紋一般裝有兩室式制退器，需要時還可以安裝精鐵公司（Elite Iron）專門為CS5狙擊步槍而設計的精鐵B型可拆卸式消聲器。
麥克米蘭CS5粗壯型之所以那麼短，是因為槍管縮短至只有318毫米，膛線導程為1：8。
而麥克米蘭CS5標準型的槍管延長至470毫米。因為槍管加長很多，槍管導程也做了相應修改，增大為1：11。

### 護木
因為麥克米蘭CS5的槍管比較短，所以護木可把槍管完全覆蓋著，可以有效保護槍管，共有兩款護木可選。
其中一款護木為管狀，採用了前方安裝四段短導軌的設計，上方和兩側的短導軌分別能安裝夜視儀、戰術燈和雷射瞄準器等附件，而下方的短導軌則用於安裝兩腳架。護木後半部帶有防滑紋讓使用者有效握持。
另一款則是全導軌型護木，即延長護木四周的導軌長度，讓射手於安裝附件時有更多選擇餘地。需要握持的部分可以安裝導軌蓋，導軌下方可安裝直角前握把。

### 扳機
麥克米蘭CS5最具特點的就是扳機系統。其扳機是由德國JG安許茨公司（Anschutz）生產的兩道火扳機。其外形不似普通槍械的圓弧狀，而是類似比賽槍械的圓柱體，並在扳機上佈滿了菱形防滑紋。而且這款扳機與傳統的扳機運行軌跡不同，採用直線運動方式，而非傳統扳機那樣是可旋轉的。其扳機扣力和行程完全可按使用者調節。

### 可拆卸式槍托
麥克米蘭CS5的槍托的設計也極具特色。其槍托由上下兩個圓桿組合而成，上桿設有可以調節高度的托腮板，托底板與下桿為一體式設計，下桿與上桿通過連接套相連，連接套上設有固定卡筍，按壓卡筍即可使下桿伸縮，以實現槍托長度調節，這樣就能適應不同體型的射手。槍托尾部是一塊很厚的橡膠製緩衝墊。
麥克米蘭CS5的槍托雖然不可折疊，但可以快速拆卸，槍托拆卸下來以後可以通過機匣右側的一段短導軌固定在槍身上，並且很方便就可以放入普通的背包中，讓使用者更容易攜帶。拆卸槍托時，撥動機匣尾端的槍托固定旋鈕，併後拉出槍托即可。槍托拆卸下來以後，全槍長只有597毫米（23.5英吋）。而該槍槍托拆卸以後仍可射擊。

### 瞄準具
機匣和護木頂部均設有MIL-STD-1913戰術導軌（全導軌型護木時則是一條全長式MIL-STD-1913戰術導軌），可以安裝瞄準用途的附件，這樣就可以使用流行的前後串連式安裝配置模式以擴大瞄準具附件的加裝應用模式。
由於麥克米蘭CS5沒有機械瞄具（照門及準星），必需利用這些戰術導軌以安裝不同類型的日間／夜間光學狙擊鏡、紅點鏡／反射式瞄準鏡、全息瞄準鏡、棱鏡式瞄準鏡、夜視儀、熱成像儀和／或以戰術導軌安裝的後備機械瞄具作為麥克米蘭CS5的瞄準具。

## 使用者
- 美国
  - 洛杉磯警察局特種武器和戰術部隊

## 流行文化

### 电子游戏
- 2012年—：型號為CS5粗壯型，命名為「麥克米蘭CS5」，載彈量10+1發。單人模式中由馬科特遣隊所屬的美國海軍特種作戰開發組偵查兵及主要操控的主角“樹樁”（Stump）所使用；聯機模式中則為狙擊兵的解鎖武器。
- 2012年—《战争前线》：型號為CS5粗壯型，命名為「麥克米蘭CS5」，以10發彈匣供彈，为狙击手专用武器，只能通过抽奖获得，可以改装枪口配件（通用消音器、狙击枪消音器、CS5专用消音器、狙击枪制退器）、战术导轨配件（狙击枪双脚架、特殊狙击枪双脚架）以及瞄准镜（狙击枪5.5x瞄准镜、狙击枪4.5x中程瞄准镜、狙击枪4x短程瞄准镜、狙击槍5x快速瞄准镜），默认安装专用消音器。目前只有俄罗斯服务器与欧美服务器可以使用，中国大陆服务器尚未实装但已有成就。
- 2013年—：资料片「龍之獠牙」（Dragon's Teeth）新增武器之一。只在聯機模式中登場。命名為「CS5」，發射7.62×51毫米子彈，載彈量10+1發。多人聯機模式時為「偵察兵」（Recon）的解鎖武器包武器之一，於完成小任務「大我中的小我」（獲得狙擊步槍勳帶2次、從無線電信標重生10次和協助找出位置20次）時解鎖，被歸類為狙击步枪，預設使用步槍瞄具（放大8倍）和CS5消音器（精鐵公司B型消聲器）技能，並可以使用變焦視鏡（放大14倍）、腳架、ACOG（放大4倍）、斜視金屬瞄準器、直拉式槍機、反射式、雷射瞄準器、消音器、M145（放大3.4倍）、手電筒、防火帽、全像、彈道（放大40倍）、测距仪以及七件戰鬥包附件（FLIR（紅外線放大2倍）、CL6X（放大6倍）、JGM-4（放大4倍）、土狼、稜鏡（放大3.4倍）、消光器、綠點雷射瞄準器、紅外線夜視鏡（紅外線放大1倍）、眼鏡蛇、LS06消音器、PBS-4消音器、雷射／燈光組合、PK-A（放大3.4倍）、PKA-S、PKS-07（放大7倍）、PSO-1（放大4倍）、R2消音器、戰術燈、三光束雷射、HD-33、獵人（放大20倍）當中之七）。

## 資料來源
- （英文）—Modern Firearms—McMillan CS5 sniper rifle（页面存档备份，存于）

## 外部連結
- （英文）—The Firearm Blog.com—McMillan ALIAS Modular Bolt Action（页面存档备份，存于）
- （英文）—The Truth About Guns.com—
  - New from McMillan: CS5 – Concealable Subsonic / Supersonic Suppressed Sniper System（页面存档备份，存于）
  - New from McMillan: CS5 Concealable Subsonic/Suppressed Sniper System（页面存档备份，存于）
  - Just In from the FFL: McMillan CS5 Rifle（页面存档备份，存于）
  - Gun Review: McMillan CS5（页面存档备份，存于）
- （英文）—Tactical-Life.com—
  - McMILLAN CS5 STUBBY 7.62mm
  - MCMILLAN CS5 SUITCASE SNIPER
  - 16 Specialty Bug-Out Rifles Built For Stow-and-Go（页面存档备份，存于）
- （英文）—Bearing Arms－McMillan CS5 .308 Suppressed Sniper System（页面存档备份，存于）
- （英文）—The New McMillan CS5 Concealable Sniper Rifle System（页面存档备份，存于）